# Liste der Kulturdenkmale in Immendingen
In der Liste der Kulturdenkmale in Immendingen sind alle Bau- und Kunstdenkmale in der Gemeinde Immendingen verzeichnet. Sie leitet sich aus der Liste des Landesdenkmalamts Baden-Württemberg, dem „Verzeichnis der unbeweglichen Bau- und Kunstdenkmale und der zu prüfenden Objekte“ ab. Diese Liste wurde im Jahre 2008 erstellt. Die Teilliste für den Landkreis Tuttlingen hat den Stand vom 7. Juli 2008 und verzeichnet 51 unbewegliche Bau- und Kunstdenkmäler sowie 13 Prüffälle.
Im Folgenden werden nur die bereits festgestellten Denkmale aufgeführt.

## Allgemein
- Bild: Zeigt ein ausgewähltes Bild aus Commons, „Weitere Bilder“ verweist auf die Bilder im Medienarchiv Wikimedia Commons.
- Bezeichnung: Nennt den Namen, die Bezeichnung oder die Art des Kulturdenkmals.
- Lage: Straßenname und Hausnummer oder Flurstücknummer des Kulturdenkmals, gegebenenfalls auch den Ortsteil. Die Grundsortierung der Liste erfolgt nach dieser Adresse. Der Link (Karte) führt zu verschiedenen Kartendiensten mit der Position des Kulturdenkmals. Fehlt dieser Link, wurden die Koordinaten noch nicht eingetragen. Sind diese bekannt, können sie über ein Tool mit einer Kartenansicht einfach nachgetragen werden. In dieser Kartenansicht sind Kulturdenkmale ohne Koordinaten mit einem roten bzw. orangen Marker dargestellt und können durch Verschieben auf die richtige Position in der Karte mit Koordinaten versehen werden. Kulturdenkmale ohne Bild sind an einem blauen bzw. roten Marker erkennbar.
- Datierung: Baubeginn, Fertigstellung, Datum der Erstnennung oder grobe zeitliche Einordnung entsprechend des Eintrags in der zuständigen Denkmaldatenbank (Landesamt für Denkmalpflege Baden-Württemberg).
- Beschreibung: Kurzcharakteristik des Kulturdenkmals.

## Immendingen
| Bild           | Bezeichnung                          | Lage                                                                        | Datierung | Beschreibung | ID |
| -------------- | ------------------------------------ | --------------------------------------------------------------------------- | --------- | --- | -- |
|                | Spritzenhaus (Feuerwehrhaus)         | Immendingen, Am Spritzenhaus 2 (Karte)                                      |           | Ursprünglich als Badehaus genutzt, später als Feuerwehrhaus mit Wohneinheiten. Heute Feuerwehrhaus der Gemeinde, auch vom Roten Kreuz genutzt. Geschützt nach § 2 DSchG |    |
|                | Einhaus                              | Immendingen, Am Spritzenhaus 3 (Karte)                                      |           | Geschützt nach § 2 DSchG | BW |
|                | Staigkreuz                           | Immendingen, An der Steig/Ecke Stettiner Straße (Karte)                     |           | Geschützt nach § 2 DSchG |    |
|                | Friedhof                             | Immendingen, an der Bachzimmerer Straße (Karte)                             |           | Geschützt nach § 2 DSchG |    |
|                | Brunnen                              | Immendingen, Bachzimmerer Straße 12 (Karte)                                 |           | Geschützt nach § 2 DSchG | BW |
| Weitere Bilder | Bahnhof mit Stellwerken              | Immendingen, Bahnhofstraße 6, Eisenbahnweg 11, Schwarzwaldstraße 78 (Karte) |           | Geschützt nach § 2 DSchG |    |
|                | Brennerscher Gutshof                 | Immendingen, Blumenstraße 20, 22 (Karte)                                    |           | Geschützt nach § 2 DSchG |    |
|                | Wasserhochbehälter                   | Immendingen, Bumbispfad                                                     |           | Geschützt nach § 2 DSchG |    |
|                | Alte Kalpaney                        | Immendingen, Donaustraße 3 (Karte)                                          |           | Geschützt nach § 2 DSchG | BW |
| Weitere Bilder | Unteres Schloss                      | Immendingen, Donaustraße 11 (Karte)                                         |           | Geschützt nach § 28 DSchG |    |
|                | Ruine Höwenegg                       | Immendingen, Gewann Mühlenäcker (Karte)                                     |           | Geschützt nach § 2 DSchG | BW |
|                |                                      | Immendingen, Schlossplatz 1                                                 |           | Geschützt nach § 2 DSchG |    |
| Weitere Bilder | Pfarrkirche St. Peter und Paul       | Immendingen, Schlossplatz 1 (Karte)                                         |           | Geschützt nach § 28 DSchG |    |
| Weitere Bilder | Oberes Schloss                       | Immendingen, Schlossplatz 2 (Karte)                                         |           | Heute als Rathaus genutzt. Geschützt nach § 28 DSchG |    |
|                | ehem. Kino                           | Immendingen, Schwarzwaldstraße 25 (Karte)                                   |           | Geschützt nach § 2 DSchG | BW |
|                | Postamt                              | Immendingen, Schwarzwaldstraße 45 (Karte)                                   |           | Geschützt nach § 2 DSchG |    |
|                | Brunnen                              | Immendingen, bei Schwarzwaldstraße 46 (Karte)                               |           | Geschützt nach § 2 DSchG |    |
|                | Fürstlich Fürstenbergisches Forstamt | Immendingen, Waldstraße 3 (Karte)                                           |           | Geschützt nach § 2 DSchG | BW |

## Bachzimmern
| Bild | Bezeichnung                                                | Lage                               | Datierung | Beschreibung                   | ID |
| ---- | ---------------------------------------------------------- | ---------------------------------- | --------- | ------------------------------ | -- |
|      | ehemaliges Verwaltungsgebäude des Schmelz- und Hüttenwerks | Bachzimmern, Bachzimmern 1 (Karte) |           | Geschützt nach § 2 DSchG       | BW |
|      | Jagdschloss                                                | Bachzimmern, Bachzimmern 1 (Karte) |           | Geschützt nach §§ 12, 28 DSchG | BW |

## Hattingen
| Bild           | Bezeichnung                           | Lage                                                     | Datierung | Beschreibung              | ID |
| -------------- | ------------------------------------- | -------------------------------------------------------- | --------- | ------------------------- | -- |
|                | Wegkreuz                              | Hattingen, Gewann Breite (Karte)                         |           | Geschützt nach § 2 DSchG  |    |
|                | Eisenbahnunterführung                 | Hattingen, Gewann Geißhalde, Gewann Untersteigle (Karte) |           | Geschützt nach § 2 DSchG  |    |
| Weitere Bilder | Bahnhof                               | Hattingen, Haubergstraße 10 (Karte)                      |           | Geschützt nach § 2 DSchG  |    |
|                | Pfarrhof                              | Hattingen, Kirchstraße 24, 29 (Karte)                    |           | Geschützt nach § 2 DSchG  |    |
| Weitere Bilder | Pfarrkirche St. Synesius und Theopont | Hattingen, Kirchstraße 25 (Karte)                        |           | Geschützt nach § 28 DSchG |    |
|                | Brunnenkapelle St. Nikolaus           | Hattingen, bei Windegg (Karte)                           |           | Geschützt nach § 28 DSchG |    |

## Hintschingen
| Bild | Bezeichnung               | Lage                                     | Datierung | Beschreibung             | ID |
| ---- | ------------------------- | ---------------------------------------- | --------- | ------------------------ | -- |
|      | Schellenhammergrab        | Hintschingen, Gewann Horneberg           |           | Geschützt nach § 2 DSchG |    |
|      | Donau-Eisenbahnbrücke     | Hintschingen, Gewann Im Brühl (Karte)    |           | Geschützt nach § 2 DSchG |    |
|      | Wegkreuz                  | Hintschingen, Gewann Obere Almen (Karte) |           | Geschützt nach § 2 DSchG |    |
|      | Einhaus                   | Hintschingen, Ortstraße 3 (Karte)        |           | Geschützt nach § 2 DSchG | BW |
|      | Einhaus                   | Hintschingen, Ortstraße 9 (Karte)        |           | Geschützt nach § 2 DSchG | BW |
|      | Filialkirche St. Wendelin | Hintschingen, Ortstraße 10 (Karte)       |           | Geschützt nach § 2 DSchG |    |

## Ippingen
| Bild           | Bezeichnung            | Lage                                   | Datierung | Beschreibung              | ID |
| -------------- | ---------------------- | -------------------------------------- | --------- | ------------------------- | -- |
|                | Einhaus                | Ippingen, Talbachstraße 7 (Karte)      |           | Geschützt nach § 2 DSchG  | BW |
|                | Einhaus                | Ippingen, Talbachstraße 9 (Karte)      |           | Geschützt nach § 2 DSchG  | BW |
|                | ehemaliges Pfarrhaus   | Ippingen, Talbachstraße 14 (Karte)     |           | Geschützt nach § 2 DSchG  | BW |
|                | Ippinger Riese         | Ippingen, Talbachstraße 17, 19 (Karte) |           | Geschützt nach § 12 DSchG | BW |
| Weitere Bilder | Pfarrkirche St. Priska | Ippingen, Talbachstraße 18 (Karte)     |           | Geschützt nach § 28 DSchG |    |

## Mauenheim
| Bild | Bezeichnung                  | Lage                                         | Datierung | Beschreibung              | ID |
| ---- | ---------------------------- | -------------------------------------------- | --------- | ------------------------- | -- |
|      | Kapelle                      | Mauenheim, Dachsmühle 4 (Karte)              |           | Geschützt nach § 2 DSchG  | BW |
|      | Pfarrkirche St. Bartholomäus | Mauenheim, Hinter-Kirchen 1 (Karte)          |           | Geschützt nach § 28 DSchG |    |
|      | Friedhofskreuz               | Mauenheim, bei Hinter-Kirchen 1 (Karte)      |           | Geschützt nach § 2 DSchG  |    |
|      | Laufbrunnen                  | Mauenheim, bei Mauenheimer Straße 10 (Karte) |           | Geschützt nach § 2 DSchG  | BW |
|      | Brunnen                      | Mauenheim, Rehhofstraße 7 (Karte)            |           | Geschützt nach § 2 DSchG  | BW |

## Zimmern
| Bild           | Bezeichnung                                            | Lage                                     | Datierung | Beschreibung | ID |
| -------------- | ------------------------------------------------------ | ---------------------------------------- | --------- | --- | -- |
|                | Wirtschaftsgebäude des ehemaligen Klosters Amtenhausen | Zimmern, Amtenhausen 6 (Karte)           |           | Geschützt nach § 12 DSchG |    |
|                | Friedhofskapelle                                       | Zimmern, Gewann Die Bachäcker (Karte)    |           | Geschützt nach § 2 DSchG | BW |
|                | Adamskreuz                                             | Zimmern, Friedhofstraße (Karte)          |           | Geschützt nach § 2 DSchG | BW |
| Weitere Bilder | Gedeckte Holzbrücke über die Donau                     | Zimmern, Gewann Im Langen Wiesle (Karte) |           | Die unter Denkmalschutz stehende Holzschindelbrücke aus dem 17. Jahrhundert oder 18. Jahrhundert wurde 1945 beim Rückzug der Deutschen gesprengt und 1947 wieder aufgebaut. Sie ist Teil des Donauradweges. Am 6. September 2015 wurde sie durch einen Brand zerstört. Geschützt nach § 2 DSchG |    |
| Weitere Bilder | Filialkapelle St. Gallus                               | Zimmern, Kirchgasse 2 (Karte)            |           | Geschützt nach § 28 DSchG |    |
|                | Streckgehöft                                           | Zimmern, Kirchgasse 6, 8 (Karte)         |           | Geschützt nach § 2 DSchG | BW |
|                | Talhof                                                 | Zimmern, Talhof 5, 6, 7 (Karte)          |           | Geschützt nach § 2 DSchG |    |

## Gesamtgemeinde
| Bild | Bezeichnung                 | Lage | Datierung | Beschreibung | ID |
| ---- | --------------------------- | ---- | --------- | --- | -- |
|      | Grenzzeichen                |      |           | Sachgesamtheit Grenzzeichen der Gemarkungsgrenzen Immendingen, Bachzimmern, Hattingen, Hintschingen, Ippingen, Mauenheim und Zimmern einschließlich der nicht am ursprünglichen Ort befindlichen Grenzsteine. Ebenfalls Grenzzeichen der Gemarkungswälder. Geschützt nach § 2 DSchG |    |
|      | Anlagen der Westbefestigung |      |           | Militärische Befestigungsanlagen des Westwalls und der Luftverteidigungszone West, die ab 1937 errichtet wurden. Die einzelnen, meist gesprengten Anlagen sind jeweils auf die Ablesbarkeit und ihren Erhaltungszustand zu prüfen. Geschützt nach § 2 DSchG                         |    |